# Dopolavoro Aziendale Falck 1937-1938
Questa voce raccoglie le informazioni riguardanti il Dopolavoro Aziendale Falck nelle competizioni ufficiali della stagione 1937-1938.

## Rosa
| N. |                   | Ruolo | Calciatore        |
| -- | ----------------- | ----- | ----------------- |
|    | Italia (bandiera) | C     | Osvaldo Balbiani  |
|    | Italia (bandiera) | P     | Umberto Barzaghi  |
|    | Italia (bandiera) | A     | Aurelio Biassoni  |
|    | Italia (bandiera) | P     | Aristide Bossi    |
|    | Italia (bandiera) | A     | Luigi Caliari     |
|    | Italia (bandiera) | A     | Michele Colombo   |
|    | Italia (bandiera) | C     | Felice Comelli    |
|    | Italia (bandiera) | D     | Giuseppe Comitani |
|    | Italia (bandiera) | D     | Mario Comotti     |
|    | Italia (bandiera) | A     | Ansperto Consonni |
|    | Italia (bandiera) | A     | Piero Donini      |

| N. |                   | Ruolo | Calciatore             |
| -- | ----------------- | ----- | ---------------------- |
|    | Italia (bandiera) | A     | Bruno Magni            |
|    | Italia (bandiera) | D     | Pierino Meda           |
|    | Italia (bandiera) | A     | Pietro Pintossi        |
|    | Italia (bandiera) | A     | Carlo Alberto Quario   |
|    | Italia (bandiera) | A     | Evasio Rivalta         |
|    | Italia (bandiera) | C     | Giuseppe Seregni       |
|    | Italia (bandiera) | C     | Giuseppe Taccani       |
|    | Italia (bandiera) | A     | Giovanni Toppan        |
|    | Italia (bandiera) | A     | Bruno Viganò           |
|    | Italia (bandiera) | C     | Riccardo Alberto Villa |
|    | Italia (bandiera) |       | Zacconi                |

## Arrivi e partenze
| Acquisti | Acquisti          | Acquisti         | Acquisti   |
| -------- | ----------------- | ---------------- | ---------- |
| P        | Umberto Barzaghi  | Bagnagatti       | definitivo |
| P        | Aristide Bossi    | MATER            | definitivo |
| A        | Michele Colombo   | Legnano          | definitivo |
| D        | Giuseppe Comitani | Ausonia Sesto    | definitivo |
| A        | Pietro Donini     | FIAT (Milano)    | definitivo |
| A        | Pietro Pintossi   | Fiorentina       | definitivo |
| C        | Giuseppe Taccani  | F.Filzi (Milano) | definitivo |
| A        | Giovanni Toppan   | Ausonia Sesto    | definitivo |

| Cessioni | Cessioni           | Cessioni       | Cessioni   |
| -------- | ------------------ | -------------- | ---------- |
| D        | Ennio Bacchio      | Como           | definitivo |
| ?        | Attilio Belloni    | Seregno        | definitivo |
| C        | Gino Berti         | Foligno        | definitivo |
| A        | Carlo Biraghi      | Pro Vercelli   | definitivo |
| A        | Vittorio Bonifacio | Cremonese      | definitivo |
| ?        | Mario Borroni      | ???            | definitivo |
| C        | Orazio Briganti    | ???            | definitivo |
| ?        | Emilio Cattaneo    | ???            | definitivo |
| ?        | Giacinto Croci     | ???            | definitivo |
| ?        | Amedeo Dal Baldo   | ???            | definitivo |
| ?        | Giordano Ducceschi | ???            | definitivo |
| ?        | Umberto Ducceschi  | ???            | definitivo |
| ?        | Enrico Ferrario    | ???            | definitivo |
| P        | Mario Fontana      | Como           | definitivo |
| A        | Davide Gatti       | ???            | definitivo |
| P        | Adolfo Hoffmann    | Lissone        | definitivo |
| ?        | Luigi Mangione     | ???            | definitivo |
| ?        | Francesco Mucci    | ???            | definitivo |
| ?        | Giuseppe Passoni   | Carlo Tresoldi | definitivo |
| P        | Gurfaldo Perini    | ???            | definitivo |
| A        | Alfonso Radice     | ???            | definitivo |
| ?        | Dante Rondelli     | ???            | definitivo |
| C        | Alberto Sacchetti  | Alfa Romeo     | definitivo |
| A        | Otto Schäfer       | Fanfulla       | definitivo |
| A        | Guido Valli        | ???            | definitivo |
| P        | Angelo Villa       | Lecco          | definitivo |
| ?        | Tullio Visintin    | ???            | definitivo |